# بخش کوسونه

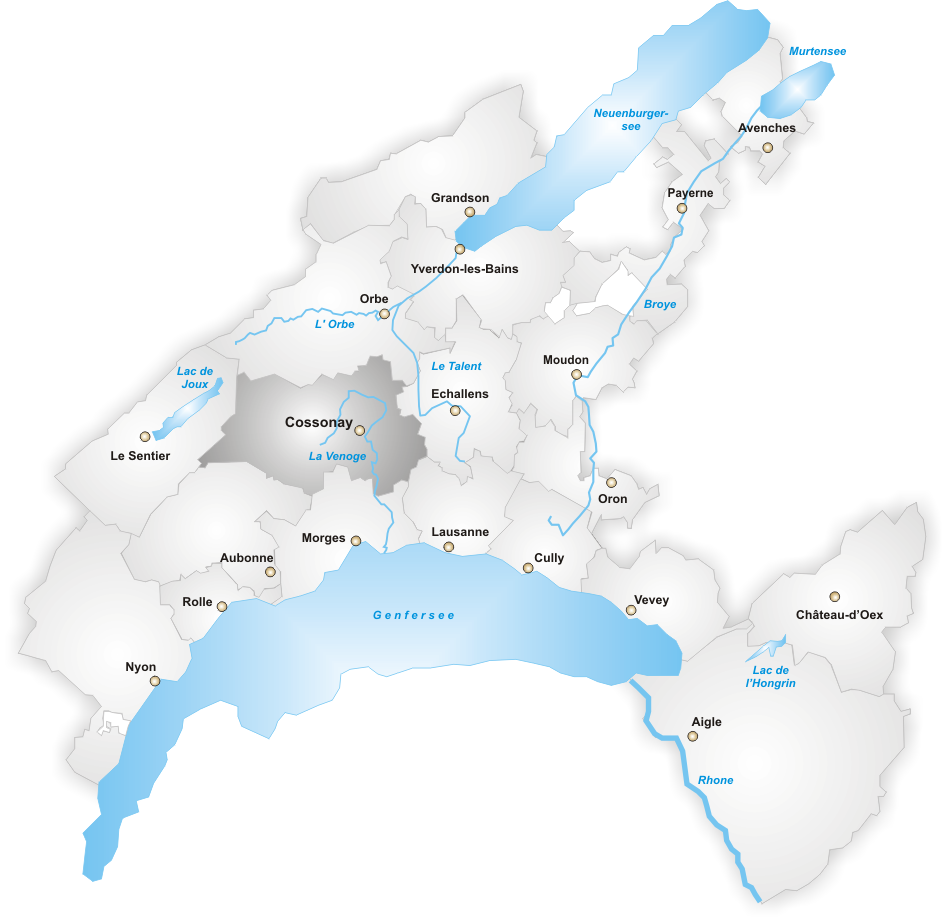
نمایی از بخش کوسونه در نقشهٔ بخشهای کانتون وو - ۲۰۰۵

بخش کوسونه یکی از بخشهای کانتون وو در کشور سوئیس بود که در ۳۱ اوت ۲۰۰۶ منحل شد. کوسونه مرکز این بخش بود.